# Малютино (Рязанская область)
Малютино — посёлок в Сараевском районе Рязанской области. Входит в состав Желобовского сельского поселения.

## История
Возник как станционный посёлок при железнодорожной станции Малютино. В 1993 году по просьбе жителей поселка, он был переименован в Малютино. Повторно переименование утверждено постановлением Рязанской областной Думы от 2 октября 1996 года N 85.

## Население
| 2010 |
| ---- |
| 2    |